# Дмітрух Микола Антонович
Микола Антонович Дмітрух (нар. 20 червня 1954, с. Краснопілля, Миколаївська область) — український графік, художник-майстер декоративного мистецтва. Член Національної спілки художників України (1990) та Асоціації карикатуристів  всеукраїнського об'єднання шаржистів (2007).

## Життєпис
Микола Дмітрух народився 20 червня 1954 року у селі Краснопіллі, нині Березанської громади Миколаївського району Миколаївської области України.
Закінчив Вижницьке училище прикладного мистецтва (1979). Працював у Тернопільському художньо-виробничому комбінаті, від 1993 — викладач Тернопільської дитячої художньої школи № 1.

## Творчість
Творить у галузі станкової та книжкової графіки, живопису, плакату, карикатури, екслібрису та інших. Твори зберігаються у музеях Тернополя, Миколаєва, Львівському палаці мистецтв, Домі сатири і гумору (м. Габрово, Болгарія), Міжнародному екслібристичному центрі Сент-Нікласу (Бельгія), Галереї сатири «Піранія» (м. Ярослав, Польща), Асоціації екслібрису (Китай), приватних колекціях в Україні та за кордоном.
Персональні виставки: Тернопіль (2001), Ярослав, Любачів, Ряшів (Польща, 2002, 2004—2005). Основні твори: серія «Легенди Тернопільщини» (1992—1995), «Тернопільський замок» (1995), «Різдвяна церква в Тернополі» (1996), серія «Скіфія» (1995—1999), серія «Костьоли Польщі» (1995—2000).
Художньо оформив книги «Крапелини», «Крапелини-2» Б. Бастюка, Богдана Мельничука (1999).
У 2004 році М. Дмітрух встановив рекорд світу з малювання шаржів на Міжнародному художньому пленері «Moркa» (Польща). Серед учнів — Павло Шачко.

## Відзнаки
- 2-а премія всеукраїнського конкурсу екслібриса (Тернопіль, 1995)
- 2-а премія міжнародного львівського осіннього салону «Високий Замок — 2000»,
- диплом у номінації «Кращий малюнок» на ХІ Міжнародному бієнале малюнка та графіки (2003, Тайвань).
- заслужений художник України (2017)[2],
- тернопільська обласна премія імені Михайла Бойчука (2020)[3].